# Charles Olson
Charles Olson, född 27 december 1910 i Worcester i Massachusetts, död 10 januari 1970 i New York, var en amerikansk poet och essäist. I sitt hemland räknas han till en andra generation av modernister efter den som företräds av Ezra Pound, William Carlos Williams och e.e. cummings. Charles Olsons teoretiska utläggning om poesi i essän Projective Verse omnämns emellanåt som ett manifest för den litterära grupperingen Black Mountain poets, men anses också ha påverkat andra kända grupperingar under 1950- och 60-talen, som Beat Generation, New York-skolan och San Francisco Renaissance.

## Verkförteckning

### Essäer
- Call me Ishmael (New York: Reynal & Hitchcock, 1947)
  - Kalla mig Ismael, svensk översättning av Olle Thörnvall (Janus förlag, 1982)
- Projective Verse (Poetry New York 3/1950)
  - Ur Projektiv vers, svensk tolkning av Rolf Aggestam (Lyrikvännen 6/1974)
- A Bibliography on America for Ed Dorn (San Francisco: Four Seasons Foundation, 1964)

### Brevväxlingar
- Charles Olson and Robert Creeley: The Complete Correspondence, 9 volymer (Berkeley, 1980–90)
- Charles Olson and Frances Boldereff: A Modern Correspondence (Wesleyan University Press, 1999)

## Fotnoter
1. 1 2  Encyclopædia Britannica, Encyclopædia Britannica Online-ID: biography/Charles-Olsontopic/Britannica-Online, läst: 9 oktober 2017.[källa från Wikidata]
2. 1 2  SNAC, SNAC Ark-ID: w6r78jxt, läs online, läst: 9 oktober 2017.[källa från Wikidata]
3. 1 2  Find a Grave, Find A Grave-ID: 11700970, läs online, läst: 9 oktober 2017.[källa från Wikidata]
4. 1 2 3 4 5 6  Guggenheim Fellows-databasen, Guggenheim fellow-ID: charles-olson.[källa från Wikidata]
5. 1 2  läs online, lib.uconn.edu .[källa från Wikidata]
6. ↑  University of Connecticut, läs online.[källa från Wikidata]
7. 1 2 3  University of Connecticut, läs online.[källa från Wikidata]
8. 1 2  läs online, lib.uconn.edu .[källa från Wikidata]
9. ↑  läs online och läs online, www.gf.org .[källa från Wikidata]
10. ↑  Projective Verse uppstod ur ett par brevväxlingar med ett par läsare i slutet av 1940-talet, dels med Frances Boldereff och dels med Robert Creeley. Första, delvisa omtryckningen gjordes av William Carlos Williams i hans Autobiography (1951) och första enskilda utgåvan gjordes på Leroy Jones bokförlag Totem Press i New York 1959. Den fanns även med i sin helhet i Donald Allens viktiga antologi The New American Poetry 1945-1960 (Grove Press, 1960).